# Heidenreich Korff
Heidenreich Korff (* im 14. Jahrhundert; † im 14. oder 15. Jahrhundert) war Domherr in Münster.

## Leben
Heidenreich Korff entstammte dem westfälischen Adelsgeschlecht Korff, dessen Familienzweige zu den ältesten landsässigen Adelsfamilien des Münsterlandes gehören. Zahlreiche namhafte Persönlichkeiten sind daraus hervorgegangen. Er war der Sohn des Everd Korff zu Harkotten. Der Name seiner Mutter ist nicht bekannt. Am 12. November 1396 wird er zusammen mit seinem Vater und seinem Bruder Heinrich, einem Ritter, als Domherr zu Münster erwähnt. Über seinen weiteren Lebensweg gibt die Quellenlage keinen Aufschluss.